# Martin Bille Larsen
Martin Bille Larsen (* 8. Dezember 1985) ist ein dänischer Badmintonspieler. 

## Karriere
Martin Bille Larsen wurde 2003 Junioren-Europameister und 2004 dänischer Juniorenmeister. Bei den Erwachsenen siegte er 2008 bei den Finnish International. Bei den Czech International 2005 wurde er ebenso Zweiter wie bei den US Open 2008.

## Sportliche Erfolge
| Saison    | Veranstaltung                                    | Disziplin    | Platz | Name                                      |
| --------- | ------------------------------------------------ | ------------ | ----- | ----------------------------------------- |
| 2003      | Junioren-Europameisterschaft                     | Herrendoppel | 1     | Mikkel Delbo Larsen / Martin Bille Larsen |
| 2003/2004 | Dänemark: Einzelmeisterschaften der Junioren U19 | Herreneinzel | 1     | Martin Bille Larsen, Herlev Hjorten       |
| 2005      | Czech International                              | Herreneinzel | 2     | Martin Bille Larsen                       |
| 2008      | Finnish International                            | Herreneinzel | 1     | Martin Bille Larsen                       |
| 2008      | US Open                                          | Herreneinzel | 2     | Martin Bille Larsen                       |